# Jovino Santos Neto
Jovino Santos Neto (Rio de Janeiro, 18 settembre 1954) è un pianista jazz, flautista, compositore, arrangiatore, maestro e produttore brasiliano.
Santos-Neto ha iniziato a suonare il pianoforte all'età di 13 anni; a 16 suonava le tastiere in un gruppo chiamato The Vacancy Group.
Poi conseguì il diploma in biologia all'università di Rio e successivamente alla «McGill University» di Montréal.
Nel 1977 fa parte del gruppo guidato dal compositore brasiliano Hermeto Pascoal come pianista, flautista, compositore, arrangiatore e produttore. Dopo aver lasciato la band di Hermeto nel '92 e spostandosi negli USA, Santos Neto ha pubblicato parecchie incisioni e ha fatto concerti internazionali come leader del proprio gruppo, e anche in collaborazione con musicisti quali Airto Moreira, Flora Purim e Mike Marshall.
Santos Neto insegna al «Cornish College of the Arts» di Seattle.

## Discografia
- 1997: Cabocolo
- 2000: Ao vivo em Olympia (dal vivo a Olympia)
- 2001: Balaio (con Richard Boukas)
- 2003: Canto do Rio
- 2003: Serenata (con Mike Marshall)
- 2005: Brazil duets (con Mike Marshall)
- 2006: Roda Carioca
- 2008: Alma do Nordeste